# NGC 7512
NGC 7512 est une vaste galaxie elliptique située dans la constellation de Pégase. Sa vitesse par rapport au fond diffus cosmologique est de 6 717 ± 36 km/s, ce qui correspond à une distance de Hubble de 99,1 ± 7,0 Mpc (∼323 millions d'al). NGC 7512 a été découverte par l'astronome français Édouard Stephan en 1878.